# HomePlug AV
HomePlug AV ist eine eingeführte Spezifikation für ein Netzwerk via Stromleitung (Trägerfrequenzanlage), also so genannte Powerline Communication
. Dabei ist eine Datenübertragungsrate von bis zu 200 Mbit/s möglich. Es ist die Nachfolgerspezifikation zu HomePlug. HomePlug AV wurde im August 2005 von der HomePlug Alliance vorgestellt. Die Spezifikation erlaubt auch, HDTV-Inhalte zu übertragen. HomePlug-AV-Geräte müssen nicht zwingend rückwärtskompatibel zu HomePlug 1.0 sein, dürfen aber HomePlug-1.0-Verbindungen am selben Kabel nicht stören. Mit HomePlug AV2 existiert seit 2009 eine neuere und leistungsfähigere Spezifikation.
Heimnetzwerke via Stromleitung bieten eine alternative Lösung zu anderen Netzwerktechniken.

## Anwendungen
Das Kürzel AV im Namen der Spezifikation steht für Audio und Video. Ihre Zielsetzung ist, über den Einsatzbereich von HomePlug 1.0 hinaus zeitkritische und datenreiche Anwendungen zu ermöglichen, zum Beispiel IP-Telefonie, Video-on-Demand und IPTV in HDTV-Qualität.

## Installation und Sicherheit
HomePlug AV wird durch Plug-and-Play-Technologien und Autokonfiguration in Betrieb genommen. Solange das voreingestellte Kennwort nicht geändert wird, ist die integrierte 128 Bit AES-Verschlüsselung allerdings unwirksam.

## Eigenschaften von HomePlug AV
- Übertragungsmedium: 50/60 Hz Wechselstromleitungen, Koaxialkabel oder Twisted-Pair-Kabel mit entsprechenden Adaptern (optional auch Baluns)
- PHY-Datenrate: bis zu 200 Mbit/s
- TCP-Datenrate: bis zu etwa 68 Mbit/s
- UDP-Datenrate: bis zu etwa 90 Mbit/s
- Flächendeckung: bis 300 Meter (gesamter Haushalt)
- Unterstützte Zugriffsverfahren: CSMA/CA und TDMA
- Ethernet-Kompatibilität: Ja (CSMA)
- Koexistenz mit Hausautomation: Ja (X10, LonWorks, CEBus)
- Frequenzbereich PHY: 2–28 MHz (1,8–30 MHz auf Koaxialkabel möglich)
- Anzahl Trägerfrequenzen: 917 (1155 ohne Kerbfilter)
- Modulationsverfahren: OFDM, 1024/256/64/16/8-QAM, QPSK, BPSK

## Die HomePlug-AV-Architektur
Um den QoS-Anforderungen der Unterhaltungselektronik (aber auch den Anforderungen an VoIP) gerecht werden zu können, arbeitet das HomePlug-AV-System sowohl mit verbindungsorientierten (TDMA) als auch mit verbindungslosen Kommunikationskanälen (CSMA/CA).
Verbindungsorientierte Kommunikationskanäle stellen – wie etwa ISDN-Leitungen – logische Punkt-zu-Punkt-Verbindungen dar, in denen definierte Zeiträume für die Datenübertragung zur Verfügung stehen. Sobald sich eine Anwendung einen solchen Übertragungsweg zwischen Sender und Empfänger reserviert hat, kann für die Dauer der Übertragung keine andere Anwendung mehr darauf zugreifen. Die Realisierung erfordert eine präzise und netzwerkweite Zeitsteuerung aller beteiligten Kommunikationspartner, die nur durch einen zentralen Kontrollmechanismus realisierbar ist. Alle Datenpakete kommen in der Reihenfolge an, in der sie gesendet wurden.
Verbindungslose Kommunikationskanäle sind beispielsweise 10BASE2 und WLAN. Wenn mehrere Anwendungen gleichzeitig Datenpakete senden, sind diese unbrauchbar und müssen erneut gesendet werden. Damit es nicht erneut zu Kollisionen kommt, lassen die betroffenen Sender zunächst eine kleine Zeitspanne verstreichen, deren Länge zufällig variiert. Eine zentrale Steuerung kann entfallen, was das System weniger komplex und damit robuster gegen Störungen macht. Die Reihenfolge, in der Pakete beim Empfänger ankommen, ist nicht vorhersehbar. Der Empfänger muss die Pakete in die richtige Reihenfolge bringen.
Um diese beiden Funktionsweisen in einem einzigen Netzwerk realisieren zu können, sorgt ein Central Coordinator (CCo) zunächst dafür, dass sämtliche Stationen (STA) im Netzwerk nach genau derselben Uhr synchronisiert sind. Anschließend vergibt der CCo Zeitscheiben, verteilt also die Gesamtübertragungsrate – das Bruttotransportvermögen (Bits pro Sekunde) des Übertragungskanals – in mehrere Bereiche und weist sie dynamisch den anderen Stationen im Netz zu.

## CCo – die koordinierende Zentrale
Da HomePlug-AV-Netzwerke grundsätzlich ohne eine übergeordnete Instanz funktionieren sollen, muss jede Station in der Lage sein, solche Informationen zu speichern. So befindet sich in jedem HomePlug-AV-Adapter ein Central Coordinator (CCo). Sobald eine HomePlug-AV-Station am Hausstromnetz angeschlossen und mit Energie versorgt wird, wartet sie am Medium (Stromkabel) auf Steuerinformationen, sogenannte Beacons (dt.: Leuchtfeuer) anderer HomePlug-AV-Stationen. Empfängt sie nichts, wird sie automatisch zum CCo und teilt dies ihrer Umgebung mit, indem sie beginnt, ihrerseits Beacons auszusenden.
Wird eine zweite HomePlug-AV-Station eingesteckt, empfängt diese die Signale anderer Beacons und untergliedert sich dem bereits vorhandenen CCo, indem sie Informationen über ihre eigene Beschaffenheit (MAC-Adresse, Netzwerkschlüssel etc.) dem CCo in die Liste der erkannten Stationen (engl. Discovered Station List (DSL)) einträgt.
Ein CCo steuert zumindest ein logisches AV Logical Network (AVLN). Ein AVLN besteht aus mehreren AV-Stationen (STAs), die alle den gleichen Netzwerkmitgliedsschlüssel (engl.: Network Membership Key (NMK)) verwenden. Der NMK verschafft den Stationen exklusiven Zugang zu einem AVLN, damit sie ungestört und sicher miteinander kommunizieren können.
Die AV-Stationen senden in periodischen Abständen, die ihnen der CCo vorgibt, ihrerseits Beacons. Diese Entdeckungs-Leuchtfeuer (Discover Beacons) enthalten Informationen über die AV-Station und über das AVLN, zu dem sie gehört. Jede Station, die einen Discover-Beacon hört, trägt diese Information in ihre eigene Liste der entdeckten Stationen (DSL) ein. Informationen von Stationen aus einem anderen AVLN werden zusätzlich in eine zweite Liste, die Liste der entdeckten Netzwerke (engl.: Discovered Network List (DNL)) eingetragen.
Der CCo fragt anschließend in periodischen Abständen die Stationen ab, lässt sich von ihnen deren DSLs und DNLs übermitteln und erstellt hieraus eine Topologie-Karte.
Die aus den gesammelten DSL- und DNL-Informationen erstellte Topologie-Karte nutzt der Zentralkoordinator um zu entscheiden, ob es irgendwo im Netz eine Station gibt, die über eine bessere Eignung als CCo verfügt, als er selbst. Als Entscheidungshilfe dient ihm folgende Prioritätsliste:
1. Auswahl durch den Anwender
2. Fähigkeiten des CCo
3. Anzahl der entdeckten STAs in der Discovered Station List
4. Anzahl der entdeckten STAs in der Discovered Network List

## Energie sparen
Sind alle Stationen untätig, versetzt der CCo das gesamte AVLN in einen Stromsparmodus. In diesem Zustand bleibt lediglich ein kleiner CSMA-Bereich aktiv, damit die Stationen einen Verbindungsaufbau veranlassen können – sowie ein kleiner PCF-Bereich in den Echtzeit-Zeitscheiben, um Entdeckungs- und Proxy-Beacons empfangen zu können. Die Stationen müssen ihre Empfänger nur während dieser Zeitspannen einschalten, um Bestandteil eines AVLN bleiben zu können. Für den Rest der Beacon-Zeitspanne können Sender und Empfänger ausgeschaltet bleiben. Dies erleichtert es den Herstellern, ihre Produkte für das Energy-Star-Programm zu zertifizieren.

## Quality of Service
Der Dienst setzt auf ein periodisches Zeitscheibenmanagement (engl. Time Division Multiple Access – TDMA), welches logische Verbindungen in Zeitscheiben ausreichender Dauer zur Erfüllung der jeweiligen QoS-Anforderungen organisiert.
Die netzwerkweite Zeitsteuerung wird durch periodische Leuchtfeuer (engl. Beacons) möglich, die der Central Coordinator aussendet. Eine Beacon-Periode erstreckt sich jeweils über zwei volle 50/60-Hz-Wechselstromperioden und dauert 40, respektive 33⅓ Millisekunden.

## Verschlüsselung
Bei der Datenübertragung über das Stromnetz sind physische Begrenzungen, wie sie bei einem Ethernet durch Kabel gegeben sind, nicht vorhanden. Deshalb muss die (Abhör-)Sicherheit mit anderen, logischen Mitteln sichergestellt werden. So müssen Maßnahmen zur Zugangskontrolle sicherstellen, dass sich ausschließlich zugelassene Geräte in ein HomePlug-AV-Netzwerk (AVLN) einbuchen können.
Der gesamte Datentransport und nahezu sämtlicher Steuerungsverkehr in einem AVLN sind durch eine Verschlüsselung gemäß 128-Bit-AES abgesichert. Ausgenommen sind lediglich einige wenige Steuerkommandos, die unverschlüsselbar sind. Als Schlüssel dient der Network Encryption Key (NEK), der erst dann auf individuelle Netzwerksegmente angewendet wird, wenn MPDUs (MAC Protocol Data Unit) generiert werden.
Die Schlüsselzuweisung kann auf folgende Arten erfolgen: Der voreingestellte Schlüssel wird verwendet, der werkseitig in alle Stationen programmiert wurde, um den Anwendern bei der Erstinstallation ein Plug&Play-Erlebnis zu verschaffen. Sicherheit ist damit aber nicht gegeben, weil diesen Schlüssel alle HomePlug-AV-Adapter haben. Der Anwender definiert ein Netzwerk-Passwort (NPW) und gibt es direkt in eine neue Station ein. Ein Hash-Algorithmus generiert daraus den NEK – einen 128-Bit-AES-Schlüssel.
HomePlug-AV-Stationen können Mitglied mehrerer logischer Netzwerke in einem physikalischen Netzwerk sein. Die Fähigkeit, mehrere Sicherheitsschlüssel zu verwalten, befähigen HomePlug-AV-Stationen, sich mehreren AVLNs anzuschließen.
AVLN 1 kann beispielsweise einen LCD-Fernseher mit dem Sat-Receiver verbinden, während ein AVLN 2 die Verbindung zu den sechs Lautsprechern der 5.1-Surround-Anlage herstellt, die via AVLN 3 gleichfalls von einem (AV-)Netzwerk-Player oder einer IPTV-SetTopBox angesteuert werden. Der PC im Arbeitszimmer nutzt ein AVLN 4 zur Kommunikation mit dem – möglicherweise via WLAN angebundenen – Notebook im Wohnzimmer und dem Storage-Server im Keller, der über AVLN 3 gleichfalls als Datenquelle für den LCD-Fernseher dient.
HomePlug AV kann darüber hinaus mehrere benachbarte Netzwerke (engl.: Neighbouring Networks (NN)) koordinieren. Sobald der Zentralkoordinator (CCo) ein benachbartes Netzwerk entdeckt, handelt er mit dessen CCo einen Zeitplan für die Übertragung von Daten in dessen Netzwerk aus, sodass es zu keinen Überschneidungen (Interferenzen) kommt.

## Störung anderer Übertragungsverfahren
Powerline Modems nach HomePlug-AV-Spezifikation senden die Daten im Frequenzbereich von 2–28 MHz bzw. 2–68 MHz über ungeschirmte Stromleitungen aus. Die durch fehlende Abschirmung üblicher Elektroinstallationen abgestrahlten Powerlinesignale sorgen meistens im Radius von 100–500 m um die benutzte Hausinstallation für Empfangsstörungen im Kurzwellenbereich.
Produkte, die der HomePlug-AV-Spezifikationen folgen, verwenden zur Minimierung der Störungen Kerbfilter zur Vermeidung von Störungen anderer Übertragungstechniken, welche denselben Frequenzbereich benutzen (Kurzwellenradio, CB-Funk, Amateurfunk, diverse andere Funkdienste). Leider beträgt die Absenkung des Signalpegels durch Intermodulationsprodukte in der Praxis nur ca. 20 dB, sodass selbst in vom Powerline Modem ungenutzten Kurzwellenfrequenzbereichen Störungen anderer Funkdienste auftreten. Daher können entsprechende Störungen im Kurzwellenbereich durch HomePlug-AV-spezifizierte Produkte nicht ausgeschlossen werden.
Diese Störungen können dazu führen, dass der Betreiber durch die Bundesnetzagentur zur Außerbetriebnahme seiner HomePlug-Adapter aufgefordert wird. Auf bestimmten alternativen Medien, wie Koaxialkabel, können diese Kerbfilter in der Praxis aufgehoben werden, wenn das Medium selbst eine hinreichende Abschirmung gewährleistet.
Angewandte Kerbfilter, f = Frequenz (in MHz):
- 00,000 ≤ f ≤ 01,710 – AM Broadcastband und darunter
- 01,710 < f < 01,800 – zwischen AM und 160-Meter-Band
- 01,800 ≤ f ≤ 02,000 – 160-Meter-Band
- 03,500 ≤ f ≤ 04,000 – 80-Meter-Band
- 05,330 ≤ f ≤ 05,407 – 5-MHz-Band
- 07,000 ≤ f ≤ 07,300 – 40-Meter-Band
- 10,100 ≤ f ≤ 10,150 – 30-Meter-Band
- 14,000 ≤ f ≤ 14,350 – 20-Meter-Band
- 18,068 ≤ f ≤ 18,168 – 17-Meter-Band
- 21,000 ≤ f ≤ 21,450 – 15-Meter-Band
- 24,890 ≤ f ≤ 24,990 – 12-Meter-Band
- 00,000 ≤ f ≥ 28,000 – 10-Meter-Band

## Zusammenfassung
HomePlug AV ermöglicht die Übertragung von Audio- und Videodaten sowie Ethernet-Frames über die hausinterne Stromleitung.
Die maximale Datenübertragungsrate auf Anwendungsebene (TCP/UDP) von bis zu ca. 70–90 Mbit/s reicht aus, um gleichzeitig Daten für Audio- und Videostreams zu übertragen. Parallel dazu können Telefongespräche über VoIP geführt und Seiten aus dem Web geladen werden.
In der Praxis hängen die tatsächlich erreichbaren Datenübertragungsraten jedoch stark von verschiedenen Faktoren ab. Zum Beispiel von der Leitungslänge zwischen zwei HomePlug AV Adaptern, ob elektrische Geräte vorhanden sind, die Störungen verursachen, und ob die Adapter am gleichen Stromkreis oder an verschiedenen Stromkreisen angeschlossen sind.
Daher werden die unter optimalen Bedingungen ermittelten Datenübertragungsraten in der Praxis oft nicht erreicht. Unter ungünstigen Bedingungen können die Datenübertragungsraten auch auf einen einstelligen Mbit/s-Wert absinken oder es kommt gar keine Verbindung zustande.